# Древеник
Древеник (словен. Drevenik) — поселення в общині Рогашка Слатина, Савинський регіон, Словенія. Висота над рівнем моря: 427,9 м.